# Léon Warnant
Pour les articles homonymes, voir Warnant (homonymie).
Léon Warnant, né à Oreye le 13 mars 1919, décédé à Liège le 30 avril 1996, est un phonéticien et un écrivain de langue wallonne.
Il a écrit deux recueils de poèmes : Blames et foumires (Flammes et fumées, 1953) et Les anêyes et les voyes (Les Années et les routes, 1955), ainsi que des pièces de théâtre (Li dictateur, 1960, Såle 1417, 1961, Et n'nos leyîz nén toumer el temtåcion).
Il a écrit également La culture en Hesbaye liégeoise, primé par l'Académie royale de langue et de littérature françaises de Belgique, 1949.
Il est l'auteur du Dictionnaire de la prononciation française dans sa norme actuelle (Duculot, 1964), qui a fait l'objet de plusieurs éditions.

## Œuvres
- Léon Warnant, Dictionnaire de la prononciation française  dans sa norme actuelle, Duculot, édition de 1987, CXVII pages + 988 pages  (ISBN 2-8011-0581-3)